# Helene Thurner
Helene Thurner, née le 12 août 1938 à Zams, est une lugeuse autrichienne.

## Carrière
Helene Thurner est médaillée de bronze aux Jeux olympiques d'hiver de 1964 à Innsbruck (Autriche). Elle remporte également trois médailles aux championnats du monde, l'argent en 1963 et le bronze en 1961 et 1967, ainsi que l'argent aux championnats d'Europe de 1962.